# Carriers at War II
Carriers at War II est un jeu vidéo de type wargame créé par Roger Keating et Ian Trout et publié par Strategic Studies Group en 1994 sur DOS. Le jeu fait suite à Carriers at War et retrace des opérations menées par des porte-avions dans l’océan pacifique pendant la Seconde Guerre mondiale. Le joueur incarne ainsi un commandant au cours de simulations de bataille navale et aérienne. Par rapport à son prédécesseur, le jeu inclut de nouvelles nations – anglais, australien et hollandais – ainsi que deux nouvelles batailles, celles du golfe de Leyte et d’Okinawa. Il est également compatible avec l’éditeur de scénario du premier opus, Carriers at War Construction Kit,. 

## Les nouveautés du second opus
Le deuxième opus de "Carriers at War" introduit des améliorations substantielles tout en conservant les mécanismes de jeu du premier épisode. "Carriers at War II" offre une sélection de nouvelles unités et scénarios inédits, une intelligence artificielle optimisée ainsi que des graphismes visuellement plus attrayants.

## Accueil
| Carriers at War II |      |       |
| Média              | Pays | Notes |
| Gen4               | FR   | 84 %  |
| Joystick           | FR   | 72%   |

## Configuration requise
- Windows Vista / 7
- Pentium III 800 MHz or Athlon 800 Mhz CPU
- 256 MB Free RAM
- GeForce2 or equivalent Graphics Card
- Windows Compatible Soundcard
- DirectX 9c
- 1024x768